# Eccoptocera foetivorans
Eccoptocera foetivorans är en fjärilsart som beskrevs av Butler 1881. Eccoptocera foetivorans ingår i släktet Eccoptocera och familjen vecklare. Inga underarter finns listade i Catalogue of Life.